# Ischioloncha rondonia
Ischioloncha rondonia là một loài bọ cánh cứng trong họ Cerambycidae.